# Імунодепресанти
Імунодепресанти (імуносупресивні препарати, імуносупресори) — це клас лікарських препаратів, що застосовуються для забезпечення штучної імуносупресії (штучного пригнічення імунітету).

## Застосування
Штучна імуносупресія як метод лікування застосовується насамперед при трансплантації органів і тканин, таких, як нирки, серце, печінка, легені, кістковий мозок.
Крім того, штучна імуносупресія (але менш глибока) застосовується при лікуванні аутоімунних захворювань і захворювань, що імовірно (але поки що недоведено) мають аутоімунну природу.

## Види препаратів
Клас імуносупресивних препаратів неоднорідний і містить препарати з різними механізмами дії та різним профілем побічних ефектів. Розрізняється і профіль імуносупресивного ефекту: деякі препарати більш менш рівномірно пригнічують всі види імунітету, інші мають особливу вибірковість по відношенню до трансплантаційного імунітету і аутоімунітету, при порівняно меншому впливі на антибактеріальний, противірусний і протипухлинний імунітет. Прикладами таких відносно селективних імуносупресорів є тимодепресин, циклоспорин А і такролімус. Розрізняються імуносупресивні препарати і за переважним впливом на клітинний чи гуморальний імунітет .
Варто зазначити, що найуспішніша алотрансплантація органів і тканин, різке зниження відсотка відторгнення трансплантатів і тривале виживання хворих з трансплантатами стали можливими лише після відкриття та впровадження у широку практику трансплантології циклоспорину А. До його появи не існувало задовільних методів імуносупресії, що дозволяли забезпечити необхідний ступінь пригнічення трансплантаційного імунітету без важких погроз, що загрожують життю хворого, і глибокого зниження протиінфекційного імунітету.
Наступним етапом розвитку теорії та практики імуносупресивної терапії в трансплантології стало впровадження протоколів комбінованої — трьох-або чотирикомпонентної імуносупресії при пересадці органів. Стандартна трикомпонентна імуносупресія на сьогоднішній день складається з комбінації циклоспорину А, глюкокортикоїду та цитостатика (метотрексату або азатіоприну, або мікофенолат мофетилу). У хворих з високим ризиком відторгнення трансплантата (високий ступінь негомологічності трансплантата, що передують невдалі трансплантації та ін.) зазвичай застосовують чотирикомпонентну імуносупресію, що включає також антилімфоцитарний або антитимоцитарний глобулін. Хворим, які не переносять один або більше компонентів стандартної схеми імуносупресії або схильні до високого ризику інфекційних ускладнень або злоякісних пухлин, призначають двокомпонентну імуносупресію або, рідше, монотерапію.
Новий прорив в трансплантології пов'язаний з появою нового цитостатика флударабінуфосфату (Флудари), що володіє сильною селективної цитостатичною активністю щодо лімфоцитів, і c розробкою методу короткочасної (кілька діб) високодозової пульс-терапії глюкокортикоїдами з використанням метилпреднізолону в дозах, що в 100 разів перевищують фізіологічні. Поєднане застосування флударабіну фосфату і надвисоких доз метилпреднізолону дозволило в лічені дні і навіть години купірувати реакції відторгнення трансплантатів, що гостро виникають на тлі стандартної імуносупресивної терапії, що було дуже складною справою до появи Флудари і високодозних глюкокортикоїдів.